# Glenea laodice
Glenea laodice là một loài bọ cánh cứng trong họ Cerambycidae.